# 哈塔扎里烏帕齊拉
哈塔扎里乌帕齐拉是孟加拉国吉大港縣的一个乌帕齐拉，位於吉大港专区的吉大港縣。。

## 人口
據1991年孟加拉國人口普查，哈塔扎里共有戶數52,594戶，人口321,004人。其中男性佔比51.62%，女性佔比48.38%；成年人口157,524人。該地7歲以上人口之平均識字率為48.3%。